# MISS CIRCLE CONTEST
MISS CIRCLE CONTEST（ミスサークルコンテスト）は、日本一の大学サークル美人を決めるコンテストである。

## 概要
MISS CIRCLE CONTESTは、大学のサークル・学生団体・部活動などに所属している方を対象とした、日本一の大学サークル美人を決めるコンテストである。開催年度にもよるが、Web投票、SHOWROOM審査、mysta審査などによって上位が本戦に出場する。2010年に開催されて以来、未開催となっていたが、2017年に6年ぶりとなる2回目が開催された。

## 歴代受賞者
| 開催年度 | グランプリ | グランプリ              | 準グランプリ          | 準グランプリ                | 審査員特別賞                   | 審査員特別賞                             | ファイナリスト 数 | 会場                 |
| 開催年度 | 受賞者     | 大学                    | 受賞者                | 大学                        | 受賞者                         | 大学                                     | ファイナリスト 数 | 会場                 |
| -------- | ---------- | ----------------------- | --------------------- | --------------------------- | ------------------------------ | ---------------------------------------- | ----------------- | -------------------- |
| 2010年度 | 宮司愛海   | 早稲田大学              | 赤松麻里菜            | 慶應義塾大学                | 選出せず                       |                                          | 20                | MAGASEEK             |
| 2016年度 | 原口未帆   | 首都大学東京            | 吉田さくら 喜多川あゆ | 東京理科大学 慶應義塾大学   | 鈴木みう 吉川朋芳 入澤優       | 拓殖大学 広島女学院大学 日本歯科大学     | 20                | 赤坂BLITZ            |
| 2017年度 | 荒木沙織   | 早稲田大学              | 田中みなみ 白井佑奈   | 青山学院大学 文教大学       | 野﨑優花 青柳真有 杉山冬香     | 慶應義塾大学 聖心女子大学 関西学院大学   | 20                | 赤坂BLITZ            |
| 2018年度 | 平館真生   | 札幌大谷大学 短期大学部 | 五十嵐瑞姫 大間知莉奈 | 共立女子大学 早稲田大学     | 前田愛実 古屋明日華 佐々木聖夏 | 鳴門教育大学 東京女子大学 埼玉大学       | 10                | TOKYO DOME CITY HALL |
| 2019年度 | 黒川さくら | 青山学院大学            | 斎藤渚 町遥香         | 中央大学 学習院大学         | 井手麻以花 宮澤咲希 水野愛友美 | 青山学院大学 京都女子大学 金城学院大学   | 10                | TOKYO DOME CITY HALL |
| 2020年度 | 森明日香   | 日本女子大学            | 薬真寺伽帆 小山倫可   | 愛知淑徳大学 法政大学       | 工藤ありさ 石井美帆 海野名津紀 | 宮崎公立大学 日本大学 早稲田大学         | 16                | EX THEATER ROPPONGI  |
| 2021年度 | 友恵温香   | 関西医科大学            | 鈴木みゆう 古本かほり | 千葉大学 白百合女子大学     | 山中ありさ 田辺真南葉 古川桜子 | 明治学院大学 日本大学                    | 12                | TOKYO DOME CITY HALL |
| 2022年度 | 井手美希   | 国立音楽大学            | 中野胡桃 中島萌花     | 近畿大学 K大学              | 村尾莉采 竹井愛乃 大﨏このみ   | 法政大学 日本女子大学 神戸常盤大学       | 12                | 渋谷ヒカリエ ホールA |
| 2023年度 | 入山七菜   | 東洋大学                | 吉田優花 粕谷亜理紗   | 東洋大学 玉川大学           | 檜山叶果 富谷陽菜 本間帆風     | 同志社大学 関西学院大学 東京女子医科大学 | 12                | ぴあアリーナMM       |
| 2024年度 | 東条澪     | T大学                   | 田村さやか 山本瑛美   | 横浜国立大学 国立大学医学部 | 風間そら 山野光希 瀧澤美優     | 明治学院大学 津田塾大学 m大学            | 12                | Zepp Shinjuku        |

## 本コンテストの主な出身人物
| タレント                | 現職・所属事務所 | 出場年度                                                             |
| ----------------------- | --- | -------------------------------------------------------------------- |
| 宮司愛海                | フジテレビアナウンサー | 2010年グランプリ、早稲田コレクショングランプリ                       |
| 赤松麻里菜              | CanCam・AneCanモデル等多数 | 2010年準グランプリ                                                   |
| 寒川綾奈                | エイジアプロモーション所属 元SILENT SIRENメンバー、元COSMETICSメンバー、「CUTiE」「ViVi」読者モデル                                                            | 2010年ファイナリスト                                                 |
| 原口未帆                | モデル・タレント、元テレビ朝日公式ウォッチガール、オボログラスMV主演、テレビ朝日「スマートフォンデュ」元レギュラー、TOKYOMX「真夜中のおバカ騒ぎ!」元レギュラー | 2016年グランプリ                                                     |
| 入澤優                  | ティファナエンターテインメント所属 タレント、「有田哲平の夢なら醒めないで」・「さんまの東大方程式」テレビ出演等多数                                            | 2016年審査員特別賞・モデルプレス賞史上初のダブル受賞快挙             |
| 鶴田真子                | with girls レギュラーメンバー | 2016年ファイナリスト                                                 |
| 朝野美晴                | 元Girls Holidayメンバー | 2016年ファイナリスト                                                 |
| 三代麻莉恵              | Black Diamond-from2000-メンバー | 2016年ファイナリスト                                                 |
| 宍戸彩乃                | 書道家・タレント | 2016年ファイナリスト                                                 |
| 小田麻衣                | with girls レギュラーメンバー | 2016年ファイナリスト                                                 |
| 斉藤初音                | CBCテレビアナウンサー | 2016年一次選考通過者                                                 |
| 岩崎琴美                | Photo Club Jewel5期生 | 2017年ミスリゼウォーク賞                                             |
| 大坪奈津子              | 山形放送アナウンサー | 2017年ファイナリスト                                                 |
| 加藤彰恵                | 元テレ朝公式ウォッチガール | 2017年ファイナリスト                                                 |
| 佐久間梨奈              | non-noカワイイ選抜 | 2017年ファイナリスト                                                 |
| 菅原彩織                | HowBガール | 2017年ファイナリスト                                                 |
| 野尻真里                | 歯科医師・with girlsエディター | 2017年ファイナリスト                                                 |
| 荒川紗希                | NHK青森放送局契約キャスター | 2017年予選A準々決勝進出者                                            |
| 石森香花                | キャンパスクイーン所属 | 2017年予選B準々決勝進出者                                            |
| 似鳥めぐみ              | 元キャンパスクイーン所属 元カレッジ・コスモスメンバー | 2017年一次選考通過者                                                 |
| 河出奈都美              | 日本テレビアナウンサー | 2017年エントラント                                                   |
| 大間知莉奈              | Ray公認インフルエンサー | 2018年準グランプリ・モデルプレス賞・アナトレ賞・ソフトバンク賞       |
| 浮田咲依                | CERASUS VOCALIST WORKSメンバー | 2018年ファイナリスト                                                 |
| 畠山有希                | epi&company所属 | 2018年ファイナリスト                                                 |
| 野口美和                | 東北放送アナウンサー | 2018年セミファイナリスト                                             |
| 町遥香                  | キャンパスクイーン所属 | 2019年準グランプリ・リゼクリニック賞・mysta賞                        |
| 斎藤渚 (現・青山なぎさ) | Liella!メンバー | 2019年準グランプリ・リゼウォーク賞                                   |
| 海野名津紀              | 謎解き作家・MURASH所属配信者(けんぴ。名義) | 2020年審査員特別賞・リゼウォーク賞・リゼハロウィン賞                 |
| 奥野粋子                | テレビ山口アナウンサー | 2020年ファイナリスト・MISS COLLE賞                                   |
| 田辺真南葉              | BSフジ『週刊 プライムオンラインS』学生キャスター 福井テレビアナウンサー ウェザーニュースキャスター                                                             | 2021年審査員特別賞・ANNIVERSAIRE賞・MISCOLLE賞                       |
| 友恵温香                | MBSラジオ『オレたちゴチャ・まぜっ!〜集まれヤンヤン〜』第14期ヤンヤンガールズ フジテレビ『オールナイトフジコ』フジコーズ                                        | 2021年グランプリ・モデルプレス賞・アナトレ賞                         |
| 山中ありさ              | フジテレビ『オールナイトフジコ』フジコーズ | 2021年審査員特別賞                                                   |
| 井手美希                | フジテレビ『オールナイトフジコ』フジコーズ | 2022年グランプリ・モデルプレス賞・CanCam賞・MISCOLLE賞・MERCURYDUO賞 |
| 村尾莉采                | 日本海テレビアナウンサー | 2022年審査員特別賞・MURUA賞                                          |
| 入山七菜                | フジテレビ『オールナイトフジコ』フジコーズ | 2023年グランプリ・CanCam賞・mysta賞                                  |